# Adolf von Cranach
Adolf von Cranach (* 16. Oktober 1823 in Kraazen im Kreis Soldin; † 19. August 1896 in Berlin) war preußischer Landdrost und Regierungspräsident in Hannover.

## Leben
Adolf Polycarpus Lukas von Cranach wurde in Kraazen (bei Lippehne in der preußischen Provinz Brandenburg) geboren. Er besuchte das Gymnasium in Stargard in Pommern und absolvierte dort am 5. Oktober 1840 seine Abschlussprüfung. Er studierte dann von 1840 bis 1843 zu Berlin Rechtswissenschaft, Auskultator wurde er am 16. Oktober 1843. Sein beruflicher Werdegang führte ihn über Stargard, Bromberg, Frankfurt (Oder) und Berlin nach Hannover. Referendar wurde er am 24. Juli 1846, Gerichtsassessor am 25. Februar 1852 (zurückdatiert auf den 4. Juli 1850). Er ging nach Berlin, wirkte dann in Bromberg und wurde Regierungsassessor „bei der landwirtschaftlichen Partie“ an der Regierung zu Frankfurt (Oder) am 23. Mai 1852. Zum Regierungsrat wurde von Cranach am 23. Mai 1863 ernannt, die Übernahme in die allgemeine Verwaltung erfolgte im Juli 1868.
In Hannover wurde er am 16. August 1876 zum Landdrost ernannt. Bei Amtsantritt war von Cranach Stellvertreter des Oberpräsidenten, stellvertretender Präsident des Medizinal-Kollegiums, Vorsitzender der Kommission zur Prüfung der Bauführer, Rechtsritter des Johanniterordens und Träger des Roten Adler-Ordens 2. Klasse mit Eichenlaub. Vom 27. März 1885 bis 1888 war Adolf von Cranach dann Regierungspräsident in Hannover. Verabschiedet wurde er (zum 1. März 1889) unter Verleihung des Sterns zum Roten Adlerorden zweiter Klasse mit Eichenlaub am 26. November 1888.
1883 zählte Adolf von Cranach zu den sechs Beigeordneten des „Centralvereins“ des „Vereins zur Veredelung der Hunderassen“ in Hannover. Er starb am 19. August 1896 in Berlin.

## Familie
Vermählt wurde Adolf von Cranach am 5. November 1852 zu Stargard mit Johanna, geborene Mampe (1827–1906, * 1. Juli 1827 zu Stargard als Tochter des Kgl. Geheimen Sanitäts-Rats Mampe zu Stargard, † 16. Mai 1873, und der Tochter des Konsuls Gützlaff zu Stolp, Bertha Gützlaff, † 16. Juni 1857). Der älteste Sohn, Hans von Cranach (1855–1929), wurde später Major, Ordonnanzoffizier des Großherzogs Carl Alexander von Sachsen-Weimar-Eisenach und Burghauptmann der Wartburg. Wilhelm (1861–1918) wurde führender Schmuckdesigner des Jugendstils.